# Ferdinand Berthoud
Ferdinand Berthoud (Plancemont-sur-Couvet (Neuchâtel), 18 de março de 1727 — Groslay (Val d'Oise), 20 de junho de 1807) foi um relojoeiro e investigador francês que se destacou na construção de cronómetros náuticos. Tendo obtido título de maestro relojoeiro en Paris en 1753, ocupou as funções de «relojoeiro mecânico» do Rei e da Marinha Francesa, tendo produzido uma obra de alcance excepcional, sobretudo em matéria do desenvolvimento tecnológico dos cronómetros náuticos e das técnicas para o seu uso na determinação da posição dos navios.